# Hylaeus indistinctus
Hylaeus indistinctus är en biart som beskrevs av Morawitz 1890. Hylaeus indistinctus ingår i släktet citronbin, och familjen korttungebin. Inga underarter finns listade i Catalogue of Life.